# Kristine Harutjunjan
Kristine Harutjunjan (armenisch Քրիստինե Հարությունյան; * 18. Mai 1991 in Gyumri, Armenien) ist eine armenische Leichtathletin.
2012 vertrat sie ihr Land bei den Europameisterschaften in Helsinki sowie den Olympischen Spielen in London im Speerwurf, schied jedoch beide Male bereits in der Qualifikation aus.